# 1682
1682 (MDCLXXXII) a fost un an obișnuit al calendarului gregorian, care a început într-o zi de marți.

## Nașteri
- 17 iunie: Regele Carol al XII-lea al Suediei (d. 1718)

## Decese
- aprilie: Bartolomé Esteban Murillo pictor spaniol (n. 1617)
- dată necunoscută: Evliya Çelebi  (n. 1611)
- 7 mai: Feodor al III-lea al Rusiei  (n. 1661)
- 23 noiembrie: Claude Lorrain  (n. 1600)
- 14 aprilie: Avvakum  (n. 1620)
- 29 noiembrie: Prințul Rupert al Rinului  (n. 1619)
- dată necunoscută: Johann Joachim Becher chimist german (n. 1635)
- 12 iulie: Jean Picard astronom francez (n. 1620)
- 7 septembrie: Juan Caramuel y Lobkowitz  (n. 1606)
- dată necunoscută: Johannes van der Aeck  (n. 1636)
- dată necunoscută: David Hermann teolog și istoric sas (n. 1625)

#### Nedatate
- Avvakum (n. Avvakum Petrovici Kondratiev), 61 ani, protopop al Catedralei din Kazan, Rusia (n. 1620)